# 小行星2745
小行星2745（2745 San Martin）是一颗围绕太阳公转的小行星。1976年9月25日，菲利克斯·阿吉拉爾天文台在圣胡安省发现了此天体。
該小行星以阿根廷軍事家荷西·德·聖馬丁命名。
这颗小行星的绝对星等为303.7836602299105等。